# 香附烯酮
香附烯酮（英語：Cyperotundone）是一种有机化合物，化学式为C15H22O，它是很多精油的组分之一，如节莎草或香附子。它可由铬酸叔丁酯和香附烯的氧化反应生成、经石油醚-苯（5:1）淋洗后结晶得到。它可以被二氧化硒进一步氧化，得到4-绿叶烯-2,3-二酮和4-绿叶烯-2,3,6-三酮。